# Pachycnema ferruginea
Pachycnema ferruginea är en skalbaggsart som beskrevs av Dombrow 1998. Pachycnema ferruginea ingår i släktet Pachycnema och familjen Melolonthidae. Inga underarter finns listade i Catalogue of Life.